# Brianna Wu
Brianna Wu est une créatrice de jeux vidéo et femme politique américaine née en Virginie-Occidentale. Elle a fondé Giant Spacekat.

## Biographie

### Jeunesse et création de jeux vidéo
Brianna Wu est née en Virginie-Occidentale et a été élevée dans le Mississippi par des parents adoptifs. En 2008, elle se marie avec l'artiste Frank Wu. En 2010, elle fonde le studio de jeu vidéo indépendant Giant Spacekat avec Amanda Stenquist Warner. Le premier jeu du studio est Revolution 60 sur iOS. Il sort en juillet 2014. Il sort ensuite sur PC grâce à une campagne de financement participatif réussie sur Kickstarter.

### Cible du Gamergate
Au mois d'octobre de cette même année, Wu poste plusieurs tweets à propos des partisans de la controverse du Gamergate, en les ridiculisant pour « combattre un futur apocalyptique où les femmes programmeuses de jeux vidéo seraient 8 % au lieu de seulement 3 % ». S'ensuivit une campagne de harcèlement à son encontre. Elle est souvent citée parmi les principales cibles du mouvement antiféministe avec Anita Sarkeesian et Zoë Quinn,,,,.

### Carrière politique
En 2016, elle annonce se présenter pour devenir membre du Congrès des États-Unis dans le huitième district du Massachusetts. Elle ne parvient pas à gagner l'investiture démocrate et envisage de retenter sa chance en 2020, mais annule sa candidature en raison de la pandémie de Covid-19 qui ne permet pas de faire des déplacements de campagne,.

## Transidentité et prises de position
Brianna Wu est une femme transgenre,.
Elle a soutenu les droits des personnes trans, mais a également tenu des propos transphobes dans plusieurs communications, ce qui a suscité la controverse. En 2024, elle est la personne la plus bloquée par les utilisateurs du réseau social Bluesky.
Elle conteste l'utilisation de l'acronyme LGBTQIA+ estimant que « queer ne veut rien dire » et que les « asexuels ne sont pas queer ». Elle estime que l'auto-identification au genre féminin ne devrait pas suffire aux personnes trans pour accéder à des espaces réservés aux femmes. Elle s'est opposée publiquement aux propos transphobes de l'autrice J. K. Rowling et aux lois américaines interdisant l'accès aux toilettes pour femmes aux femmes trans.